# Nekrolog 1403
Nekrolog
◄◄
| ◄
| 1399
| 1400
| 1401
| 1402
| 1403 | 1404 | 1405 | 1406 | 1407 | ► | ►►
Weitere Ereignisse | Allgemeiner Nekrolog 1403
Die Beschreibung der verstorbenen Person sollte so kurz wie möglich gehalten sein und nur deren signifikante Tätigkeit(en) enthalten.
Neue Namen ggf. auch unter dem Geburts- und Sterbedatum, also etwa unter 1. Januar und im Geburts- und Sterbejahr (2024) eintragen (nur bei entsprechender großer Wichtigkeit). Für Beispiele siehe die schon vorhandenen Artikel.
Außerdem über die fünf zuletzt Verstorbenen, zu denen es einen ausreichend guten Artikel für eine Präsentation auf der Hauptseite gibt, nach der todesbedingten Überarbeitung der Artikel ggf. auch unter Wikipedia Diskussion:Hauptseite informieren und sie am besten auch in den anderen Wikipedia-Sprachversionen eintragen. Tipp: Regelmäßig bei news.google.de nach „ist tot“, „gestorben“ oder „verstorben“ suchen.
Wenn eine Person gestorben ist, gibt es viele Seiten zu dieser Person in der Wikipedia, die davon auch betroffen sind und entsprechend aktualisiert werden müssen. Beispiele: Namenübersichtsseite, Geburtsjahr, Geburtsort-Seiten und viele mehr.
Wie finde ich die betroffenen Seiten?
Im Suchfeld auf der linken Seite gibt man den Suchbegriff so ein: „Vorname Nachname“. Dann klickt man auf Volltext und alle Seiten mit entsprechendem Suchtext werden aufgerufen. Hier sieht man dann schnell, wo auch das Todesjahr Sinn macht oder sogar ein Teil des Artikels angepasst werden muss. Auch hilft das „Werkzeug“ auf der linken Seite sehr gut, um solche Seiten aufzufinden: „Links auf diese Seite“. Somit ist die Wikipedia wieder aktuell in allen Bereichen! Hinweis: bei Eintragung der Kategorie „Gestorben JAHR“ wird der Missbrauchsfilter 49 ausgelöst, was jedoch nicht schlimm ist. Siehe: Spezial:Missbrauchsfilter/49
Dies ist eine Liste von im Jahr 1403 verstorbenen bekannten Persönlichkeiten. Die Einträge erfolgen innerhalb der einzelnen Daten alphabetisch sortiert. Tiere sind im Nekrolog für Tiere zu finden.

## Januar
| Tag       | Name             | Beruf, bekannt als  | Alter | Beleg |
| --------- | ---------------- | ------------------- | ----- | ----- |
| 7. Januar | Simon von Speyer | Weihbischof in Köln |       |       |

## März
| Tag     | Name       | Beruf, bekannt als             | Alter | Beleg |
| ------- | ---------- | ------------------------------ | ----- | ----- |
| 9. März | Bayezid I. | Sultan des Osmanischen Reiches |       |       |

## Mai
| Tag     | Name                        | Beruf, bekannt als                            | Alter | Beleg |
| ------- | --------------------------- | --------------------------------------------- | ----- | ----- |
| 9. Mai  | Gregor Schenk von Osterwitz | Erzbischof von Salzburg                       |       |       |
| 10. Mai | Catherine Swynford          | Mätresse und später Ehefrau von John of Gaunt |       |       |
| 22. Mai | Walram von Thierstein       | Schlossherr von Pfeffingen                    |       |       |

## Juni
| Tag      | Name                      | Beruf, bekannt als                                    | Alter | Beleg |
| -------- | ------------------------- | ----------------------------------------------------- | ----- | ----- |
| 10. Juni | Konrad II.                | Herzog von Oels, Cosel und Steinau sowie halb Beuthen |       |       |
| 12. Juni | Albrecht IV. von Querfurt | Erzbischof von Magdeburg                              |       |       |

## Juli
| Tag      | Name                                 | Beruf, bekannt als                               | Alter | Beleg |
| -------- | ------------------------------------ | ------------------------------------------------ | ----- | ----- |
| 21. Juli | Henry Percy                          | englischer Adliger                               |       |       |
| 21. Juli | Edmund Stafford, 5. Earl of Stafford | englischer Adliger                               | 25    |       |
| 22. Juli | Johannes Frost                       | Bischof von Olmütz                               |       |       |
| 23. Juli | Thomas Percy, 1. Earl of Worcester   | englischer Adliger, Militär, Diplomat und Rebell |       |       |

## August
| Tag        | Name                      | Beruf, bekannt als | Alter | Beleg |
| ---------- | ------------------------- | --- | ----- | ----- |
| 13. August | Smil Flaška von Pardubitz | Höchster Schreiber der Landtafel; Hauptmann des Kreises Čáslav; Führer der Herrenunion gegen König Wenzel IV., Schriftsteller |       |       |
| 22. August | Giles Daubeney            | englischer Ritter und Politiker                                                                                               |       |       |

## September
| Tag           | Name         | Beruf, bekannt als                                | Alter | Beleg |
| ------------- | ------------ | ------------------------------------------------- | ----- | ----- |
| 28. September | Albrecht II. | Graf von Holstein-Segeberg und Holstein-Rendsburg |       |       |

## Oktober
| Tag         | Name                     | Beruf, bekannt als           | Alter | Beleg |
| ----------- | ------------------------ | ---------------------------- | ----- | ----- |
| 6. Oktober  | Pierre de Vergne         | französischer Kurienkardinal |       |       |
| 26. Oktober | Francesco II. Gattilusio | Herr von Lesbos              |       |       |

## Datum unbekannt
| Tag | Name                                   | Beruf, bekannt als                                   | Alter | Beleg |
| --- | -------------------------------------- | ---------------------------------------------------- | ----- | ----- |
|     | Heinrich Beheim                        | deutscher Architekt und Steinmetz                    |       |       |
|     | Boresch IX. von Riesenburg der Jüngere | böhmischer Adliger                                   |       |       |
|     | Đurađ II. Balšić                       | Fürst aus dem serbischen Adelsgeschlecht der Balšići |       |       |
|     | Hinrich van Hacheden                   | Lübecker Kaufmann und Ratsherr                       |       |       |
|     | Jacques de Hemricourt                  | französischer Schriftsteller                         |       |       |
|     | Otto X.                                | Graf                                                 |       |       |
|     | Petrus Zwicker                         | Inquisitor in Deutschland und Österreich             |       |       |